# 찰리 XCX
샬럿 에마 에이치슨(Charlotte Emma Aitchison, 1992년 8월 2일 ~ )은 찰리 XCX(Charli XCX)라는 이름으로 잘 알려진 잉글랜드의 싱어송라이터, 배우이다.

## 음반 목록
- True Romance (2013)
- Sucker (2014)
- Charli (2019)
- How I'm Feeling Now (2020)
- Crash (2022)
- Brat (2024)